# Kennzeichnung (Logik)
Als Kennzeichnungen, auch bestimmte oder definite Kennzeichnungen (englisch (definite) descriptions), werden in der Sprachphilosophie Ausdrücke der Form „der/die/das A“ bezeichnet.

## Beispiele
- der erste Mensch auf dem Mond
- der höchste Berg der Erde

Diese beiden Ausdrücke erfüllen die so genannte „Einzigkeitsbedingung“, die man sich immer mit Kennzeichnungen verbunden denkt: es gibt genau ein A, im Beispiel: genau einen ersten Mensch auf dem Mond, genau einen höchsten Berg der Erde.
Die Einzigkeitsbedingung kann selbst wieder als Konjunktion von zwei Bedingungen analysiert werden:
- Existenz: es gibt mindestens ein A
- Eindeutigkeit: es gibt höchstens ein A

Die Einzigkeitsbedingung braucht nicht bei jeder Kennzeichnung erfüllt zu sein. Beispiele für solche so genannten leeren Kennzeichnungen sind:
- der gegenwärtige König von Frankreich
- der Autor der Principia Mathematica

Dabei verletzt der Ausdruck „der gegenwärtige König von Frankreich“ die Existenzbedingung, denn es gibt zurzeit keinen König in Frankreich, und der Ausdruck „der Autor der Principia Mathematica“ die Eindeutigkeitsbedingung, denn es gibt nicht nur einen Autor dieses Werks, sondern deren zwei (Bertrand Russell und Alfred North Whitehead).
In der sprachphilosophischen Literatur gibt es eine ganze Reihe von Kennzeichnungstheorien, die sich vor allem mit dem Fall der nicht-erfüllten Einzigkeitsbedingung befassen. Liegen diese Theorien in formalisierter Form vor, so verwenden sie als Kennzeichnungsoperator meist ein kleines Jota (daher auch Jota-Operator):
{\displaystyle \iota xF(x)}

ist zu lesen als: „dasjenige x, für das F(x) gilt“.

## Kennzeichnungstheorien

### Gottlob Frege
Gottlob Frege befasst sich in seinem Aufsatz „Über Sinn und Bedeutung“ mit dem Problem der Kennzeichnungen. Für ihn ist die Erfülltheit der Einzigkeitsbedingung Voraussetzung sowohl für die Wahrheit als auch die Falschheit eines Gedankens mit einer Kennzeichnung. Der Gedanke „Der gegenwärtige König von Frankreich ist kahl“ wäre damit für Frege weder wahr noch falsch. Wörter, die nichts kennzeichnen, hätten nach Frege einen Sinn, aber keine Bedeutung. Seiner Meinung nach gehörten leere Kennzeichnungen in die Welt der Sagen und Dichtung; in der Wissenschaft würden aber alle Wörter etwas kennzeichnen.
Für die Wissenschaften und die formale Sprachen der Logik und Mathematik fordert er, dass es unmöglich gemacht werden soll, leere Kennzeichnungen zu bilden, indem beispielsweise festgelegt wird, dass eine Kennzeichnung „der A“, bei der es nicht genau ein A gibt, auf ein vorher festgelegtes Objekt, etwa die Zahl 0, verweisen soll. So wird also erzwungen, dass die Einzigkeitsbedingung letztlich immer erfüllt ist.

### Bertrand Russell
Bertrand Russell geht einen etwas anderen Weg: Bei ihm muss einem Satz wie
Der gegenwärtige König von Frankreich ist kahl.
eine logische Analyse zugeordnet werden, in welcher der Kennzeichnungsausdruck nicht mehr vorkommt. Sein Vorschlag für eine Analyse ist:
Es gibt genau einen König von Frankreich und dieser ist kahl.
Im Gegensatz zu Frege, der einen Satz mit einer leeren Kennzeichnung als weder wahr noch falsch bezeichnete, ist für Russell also ein solcher Satz falsch. Die Verneinung des obigen Satzes, nämlich der Satz
Der gegenwärtige König von Frankreich ist nicht kahl.
ist dagegen für Russell mehrdeutig. Er kann bedeuten:
Es gibt genau einen König von Frankreich und dieser ist nicht kahl.
oder
Es gibt nicht genau einen König von Frankreich, der kahl ist.
Der erste dieser Sätze ist ebenfalls falsch, der zweite ist jedoch wahr. Sätze mit einer leeren Kennzeichnung können also nach Russell u. U. sogar wahr sein.

### Peter F. Strawson
Peter F. Strawsons kritisiert Russell dahingehend, es werde nach seiner Analyse mit einem Satz wie
Der gegenwärtige König von Frankreich ist kahl
unter anderem behauptet, dass es genau einen König von Frankreich gibt. Nach Strawson ist dies keine Behauptung, sondern eine Präsupposition. D. h., es ist eine Voraussetzung, die erfüllt sein muss, damit der Satz überhaupt sinnvoll ist. Dasselbe gilt nach Strawson auch für die Verneinung:
Der gegenwärtige König von Frankreich ist nicht kahl
Auch hier muss die Einzigkeitsbedingung erfüllt sein, damit es sich um einen sinnvollen Satz handelt. Strawsons Theorie nähert sich damit der Freges an.